# Joel Blunier

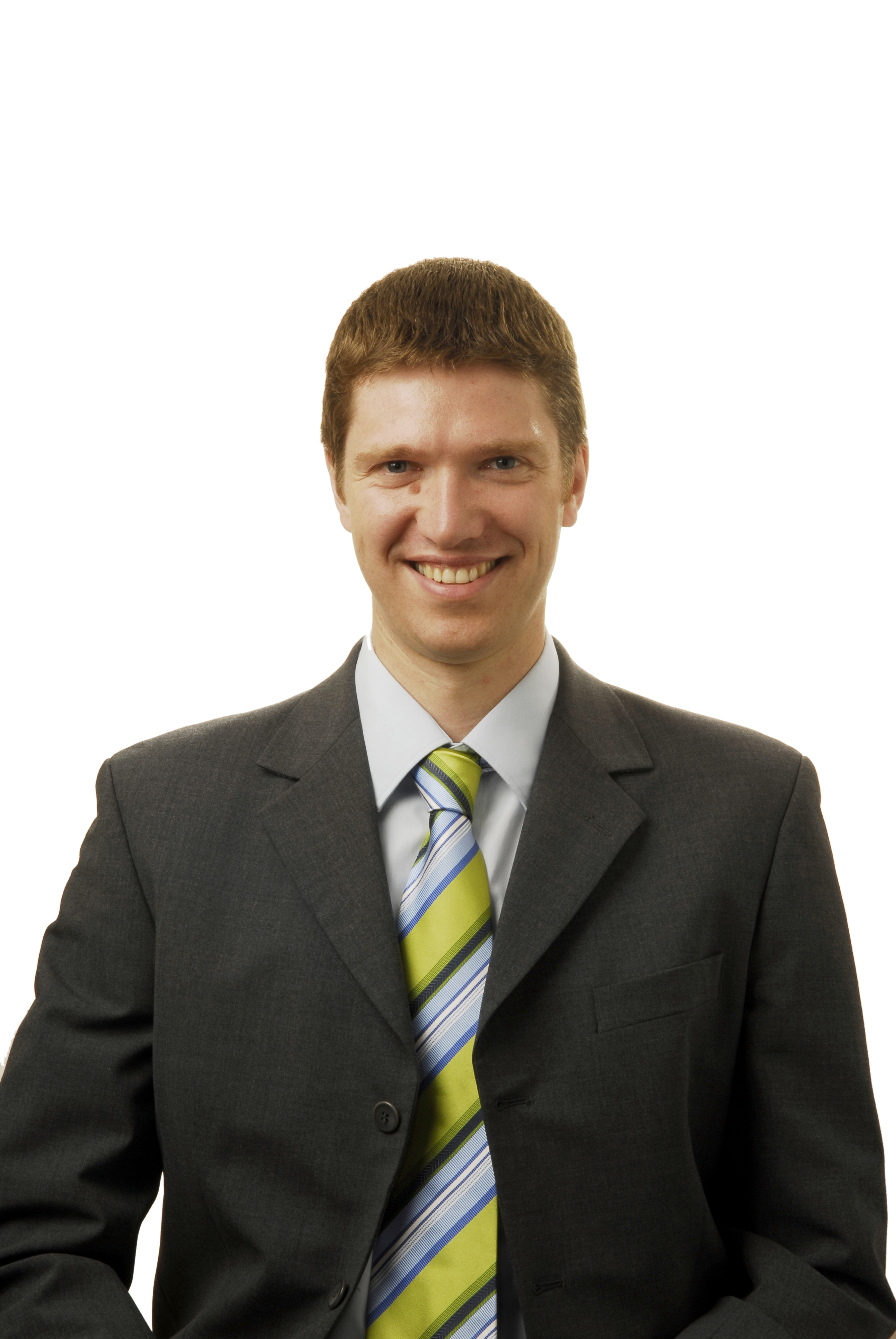
Joel Blunier (2007)

Joel Blunier (* 30. März 1974 in Langenthal, heimatberechtigt in Trub) ist ein Schweizer Politiker (EVP).

## Leben
Joel Blunier machte 1994 bis 1996 eine Ausbildung zum Lehrer und studierte dann Politikwissenschaft an der Universität Bern.
Von 2002 bis 2016 war er Generalsekretär der Evangelischen Volkspartei Schweiz. Seither ist er Geschäftsführer der Pensionskasse PROSPERITA.
Joel Blunier ist seit 2014 Einwohnerrat der Gemeinde Buchs sowie Mitglied des Kreisschulrats Aarau-Buchs, den er zwischen 2018/2019 präsidiert hat. Er wohnt in Buchs, ist verheiratet und hat zwei Söhne und eine Tochter.